# William Henry Hooper
William Henry Hooper (* 25. Dezember 1813 in Cambridge, Dorchester County, Maryland; † 30. Dezember 1882 in Salt Lake City) war ein US-amerikanischer Politiker. Zwischen 1859 und 1861 sowie zwischen 1865 und 1873 vertrat er das Utah-Territorium als Delegierter im US-Repräsentantenhaus.

## Frühe Jahre und Aufstieg
William Hooper besuchte die öffentlichen Schulen seiner Heimat. Danach wurde er im Handel tätig. Im Jahr 1835 zog er nach Galena in Illinois. Dort befasste er sich mit dem Handel auf dem Mississippi River. In dieser Zeit wurde er auch Mitglied der Glaubensgemeinschaft der Mormonen. Im Jahr 1850 zog er in das Gebiet des heutigen Staates Utah, wo er sich in Salt Lake City niederließ. Zwischen 1857 und 1858 war er als Secretary of State geschäftsführender Beamter im Utah-Territorium.

## Politische Laufbahn
Hooper wurde Mitglied der Demokratischen Partei. 1858 wurde er zum Delegierten seines Territoriums im US-Repräsentantenhaus gewählt, wo er am 4. März 1859 John Milton Bernhisel ab, gegen den er die Wahlen des Jahres 1860 verlor. Damit konnte er zunächst bis zum 3. März 1861 nur eine Legislaturperiode im Kongress absolvieren. 1862 wurde Hooper Mitglied im territorialen Senat. Bei den Kongresswahlen des Jahres 1864 schaffte er den erneuten Sprung als Delegierter in das US-Repräsentantenhaus. Dort trat er am 4. März 1865 die Nachfolge von John F. Kinney an. Nach einigen Wiederwahlen konnte Hooper dieses Mandat bis zum 3. März 1873 ausüben. Im Jahr 1872 bewarb er sich nicht mehr um eine weitere Amtszeit im Kongress.

## Weitere Laufbahn
Nach dem Ende seiner politischen Tätigkeit kehrte Hooper nach Salt Lake City zurück, wo er im Handel und im Bergbau engagiert war. Von 1873 bis 1877 war er im Vorstand (Superintendent) der Zion’s Cooperative Mercantile Institution und von 1877 bis 1882 war er deren Präsident. Von 1872 bis zu seinem Tod leitete er auch die Deseret National Bank in Salt Lake City. William Hooper starb im Dezember 1882 und wurde in Salt Lake City beigesetzt. Er war mit Mary Ann Knowlton verheiratet, mit der er sechs Töchter und drei Söhne hatte.